# دردلر (گدابیگ)
دُردلر (به لاتین: Dördlər) یک منطقه مسکونی در جمهوری آذربایجان است که در شهرستان گدابیگ واقع شده است. دردلر ۳۴۳ نفر جمعیت دارد.